# Miloslava Kalibová
Miloslava Kalibová (29. prosince 1922 Lidice – 27. prosince 2019) byla jednou z lidických žen, které přežily vypálení obce nacisty. Její mladší sestrou byla Jaroslava Skleničková.

## Život
Narodila se do manželství Jaroslava a Anny Suchánkových z Lidic, odkud matka pocházela. Otec se sem za ní přistěhoval. Na živobytí si vydělával v Praze, kde působil coby šéfkuchař v Národním domě na Smíchově. Když roku 1926 získal práci v luhačovické zotavovně Arco, přestěhovala se rodina za ním na Moravu. Zdejší práce ale byla pouze přes letní sezónu, takže začátek školního roku (září) strávila dcera Miloslava vždy v Luhačovicích, následně se celá rodina přestěhovala do Lidic, kde vydržela do konce května a dcera navštěvovala zdejší školu a na poslední měsíc dceřiny školní docházky se opět stěhovali do Luhačovic.
Následně začala navštěvovat dívčí gymnázium v Praze na Smíchově a během týdne bydlela na internátu v Dittrichově ulici. Když byla ve druhém ročníku, získal otec celoroční zaměstnání v českém sanatoriu ve slovenském Novém Smokovci. celá rodina se za ním na Slovensko přesunula, ale když v březnu 1939 vznikl Slovenský stát, který se přiklonil k nacistickému Německu, museli se vrátit zpět. Otec sice dostal nabídku vařit v Luhačovicích pro Hitlerjugend, jenže ji odmítl a byl následně ve svých 47 letech penzionován. Rodina se vrátila do Lidic a usadila se v domě, jenž jim Miloslavin dědeček postavil.
Kalibová na gymnáziu roku 1941 odmaturovala, ale protože byly v tu dobu zavřené vysoké školy, nemohla dále na univerzitě studovat vysněné lékařství. Od července 1941 tak pracovala v kladenské nemocenské pojišťovně. Když se 9. června 1942 vrátila z práce, šla si večer jako obvykle lehnout. Po třetí hodině ranní druhého dne (10. června) ji vzbudili němečtí vojáci a celé rodině Kalibově nařídili, ať si vezmou jídlo a oblečení na tři dny. Současně si s sebou měli vzít i cennosti, které však museli posléze odevzdat. Celou rodinu odvedli na náves, kde otce od zbytku oddělili. Miloslava se svou sestrou Jaroslavou a jejich matkou byly odvedeny do lidické školy. Odtud je brzy ráno odvezly nákladní automobily do objektu kladenského gymnázia.
Když uplynuly tři dny, nastoupily ženy bez svých dětí do vlaku, který je odvezl do Ravensbrücku, o němž se až v cíli dozvěděli, že jsou v koncentračním táboře. Každá z příchozích nafasovala oblečení s výjimkou obuvi a dostala rovněž své evidenční číslo. Miloslavě Kalibové bylo přiděleno 11789.
Každá z žen mladší padesáti let získala v táboře práci. Kalibovou poslali do krejčovské dílny, kde – ač neměla dosud zkušenosti se šitím na stroji – byla k němu posazena a musela tak šít uniformy pro vězně. Na konci druhé světové války Němci rozhodli o vypravení vězeňkyň na pochod smrti. Třetí den pochodu ženy zjistily, že zmizela německá stráž. Jenže vůbec netušily, kde jsou. Došly proto do Neubrandenburgu, kde se nacházel shromažďovací tábor. Následně se Miloslava Kalibová i se svojí sestrou a matkou vrátily 1. června 1945 (dle jiných zdrojů až o den později) autobusy, které pro ně vypravilo město Kladno, do osvobozeného Československa. Po návratu se teprve dozvěděly o osudu lidických mužů a dětí.
Ubytovaly se v Kladně, v bytě po německém inženýrovi a 10. června, v den výročí, vyrazily na tryznu za vypálenou obec Lidice. Následně se přestěhovaly do Prahy, kde na Žižkově získaly byt. Miloslava Kalibová nastoupila do pražské centrály nemocenské pojišťovny soukromých zaměstnanců v Penzijním ústavu. Následně se v letech 1948 a pak ještě 1952 stala zaměstnankyní ministerstva zdravotnictví a v jeho službách zůstala po dobu třiceti let. Roku 1952 se navíc vdala a posléze se rodina rozšířila o narozeného syna a pak i dceru. Během života jí bylo několikrát nabízeno členství v Komunistické straně Československa (KSČ), ale ona vždy odmítla. Když dosáhla důchodového věku, odstěhovala se spolu se svou sestrou do Nových Lidic.
Během života o svých prožitých válečných zkušenostech vyprávěla jak dětem, tak rovněž i mládeži či dospělým. Zároveň se tyto vzpomínky objevují v několika filmových dokumentech.